# 大辺路の王子社一覧
大辺路の王子社一覧は、熊野古道・大辺路にある神社のうち、王子を名乗る神社の一覧。
紀伊路・中辺路の王子社とは、成立年代や成立事情を異にすることから、熊野九十九王子社には数えられない。九十九王子をも参照。
- 若一王子権現碑 (若一王子跡)
- 周参見王子神社 (若一王子権現社)
- 和深川王子神社